# Hard edge painting
L'Hard edge painting ("pittura a contrasti netti"), è uno stile pittorico caratterizzato da bruschi e netti contrasti tra diverse aree di colore, che possono essere semplici forme geometriche compiute o linee rette. Il colore di ogni area è prevalentemente omogeneo e monocromo.

## Stile
È spesso associato all'astrattismo geometrico, alla Op art e al Color field painting. Il termine venne coniato dal critico d'arte del Los Angeles Times, Jules Langsner, nel 1959, per descrivere le opere di alcuni pittori americani quali John McLaughlin, Lorser Feitelson, Karl Benjamin e Frederick Hammersley che, per distinguersi dalla dilagante ondata dell'Espressionismo astratto e dell'Action painting, dipingevano aree piatte di colore steso in maniera ragionata e con grande precisione.
Lo stile geometrico dell'Hard edge painting richiama le opere di Kasimir Malevich, Wassily Kandinsky, Theo van Doesburg, Josef Albers e Piet Mondrian e si distacca nettamente dal figurativismo della Pop art in voga allora. Questo nuovo stile si espanse negli Stati Uniti negli anni sessanta, e aveva come base di origine la California.
La prima mostra che radunava gli esponenti del nuovo stile pittorico, fu organizzata da Langsner al Los Angeles County Museum of Art, nel 1959, col titolo Four Abstract Classicists - California Hard-edge. Una seconda importante mostra, California Hard-edge painting, anch'essa organizzata da Langsner, venne tenuta al Pavilion Gallery (Newport Pavilion) di Balboa, in California, nel 1964.

## Esponenti
Tra gli artisti solitamente associati con l'Hard edge painting vanno menzionati:
- Josef Albers
- Max Bill
- Robert Indiana
- Ellsworth Kelly
- Agnes Martin
- Kenneth Noland
- Ad Reinhardt
- Bridget Riley
- Frank Stella
- Victor Vasarely
- Carmen Herrera
- Callisto Giovanni